# كارلوس روسيلو
كارلوس روسيلو (بالإسبانية: Carlos Roselló)‏ مواليد 2 مايو 1922 في مونتفيدو، هو لاعب كرة سلة أوروغوياني. مثّل منتخب بلاده. شارك في دورة الألعاب الأولمبية الصيفية سنة 1948 وسنة 1952.

## روابط خارجية
- كارلوس روسيلو على موقع الاتحاد الدولي لكرة السلة (الإنجليزية)
- كارلوس روسيلو على موقع سبورتس رفرنس (الإنجليزية)
- كارلوس روسيلو على موقع أوليمبيديا (الإنجليزية)